# Срем (град)
Срем (пољ. Śrem) град је у Пољској у Војводству великопољском. По подацима из 2012. године број становника у месту је био 30 350.

## Становништво
| 2012.  |
| ------ |
| 30 350 |